# Ghiacciaio Entuziasty
Il ghiacciaio Entuziasty è un ampio ghiacciaio situato sulla costa della Principessa Astrid, nella Terra della Regina Maud, in Antartide. Il ghiacciaio fluisce verso nord a partire dai monti Hoel e dalle pendici nord-orientali dei monti Wohlthat, fino ad andare ad alimentare la piattaforma glaciale Lazarev, prima di giungere alla quale viene arricchito dai flussi di diversi tributari, tra cui il Mushketov.

## Storia
La parte inferiore del ghiacciaio Entuziasty, in particolare la sua relazione con il ghiacciaio Mushketov, è stata mappata per la prima volta da una missione della Spedizione Antartica Sovietica svolta nel 1961, che lo ha anche battezzato con il nome di "Lednik Entuziastov", letteralmente, in russo: ghiacciaio degli entusiasti.